# Marie von Sachsen-Altenburg (1818–1907)

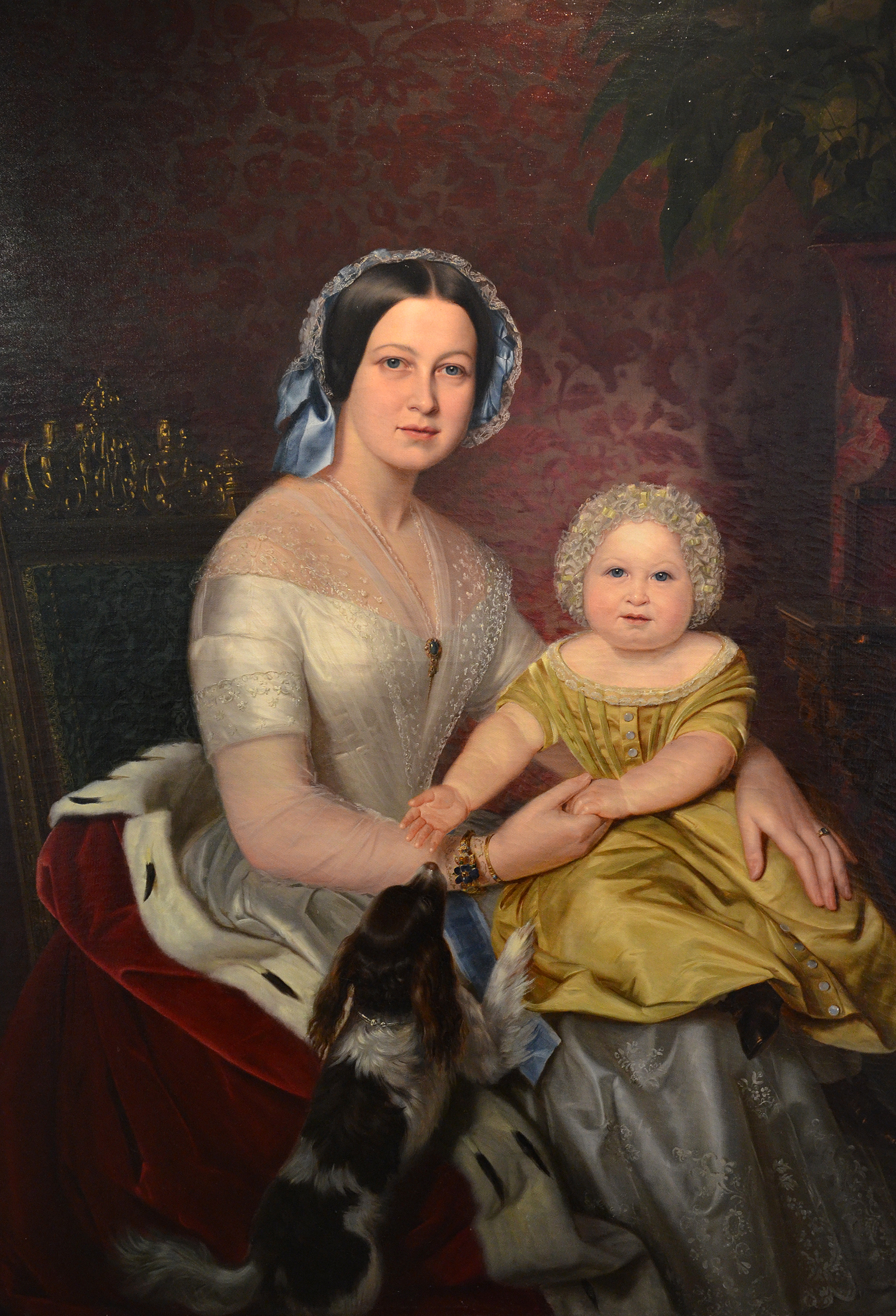
Ölgemälde mit „Marie, Königin von Hannover und Kronprinz Ernst August“ des Hofmalers Carl Oesterley senior, um 1846, eines von zahlreichen Exponaten im Diakoniekrankenhaus Henriettenstiftung in der Marienstraße in Hannover

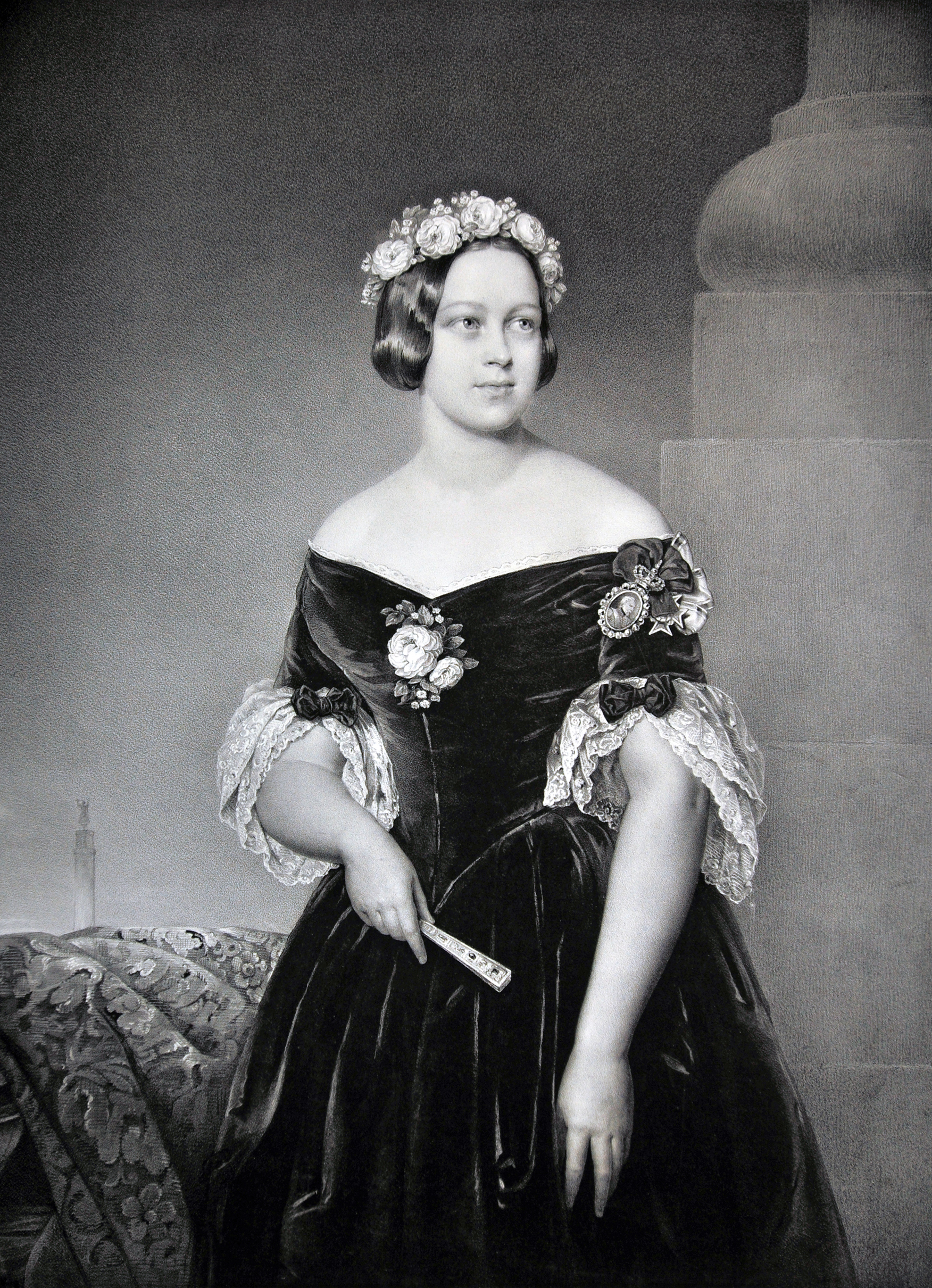
Prinzessin Marie von Sachsen-Altenburg nach der Hochzeit mit Georg V., König von Hannover

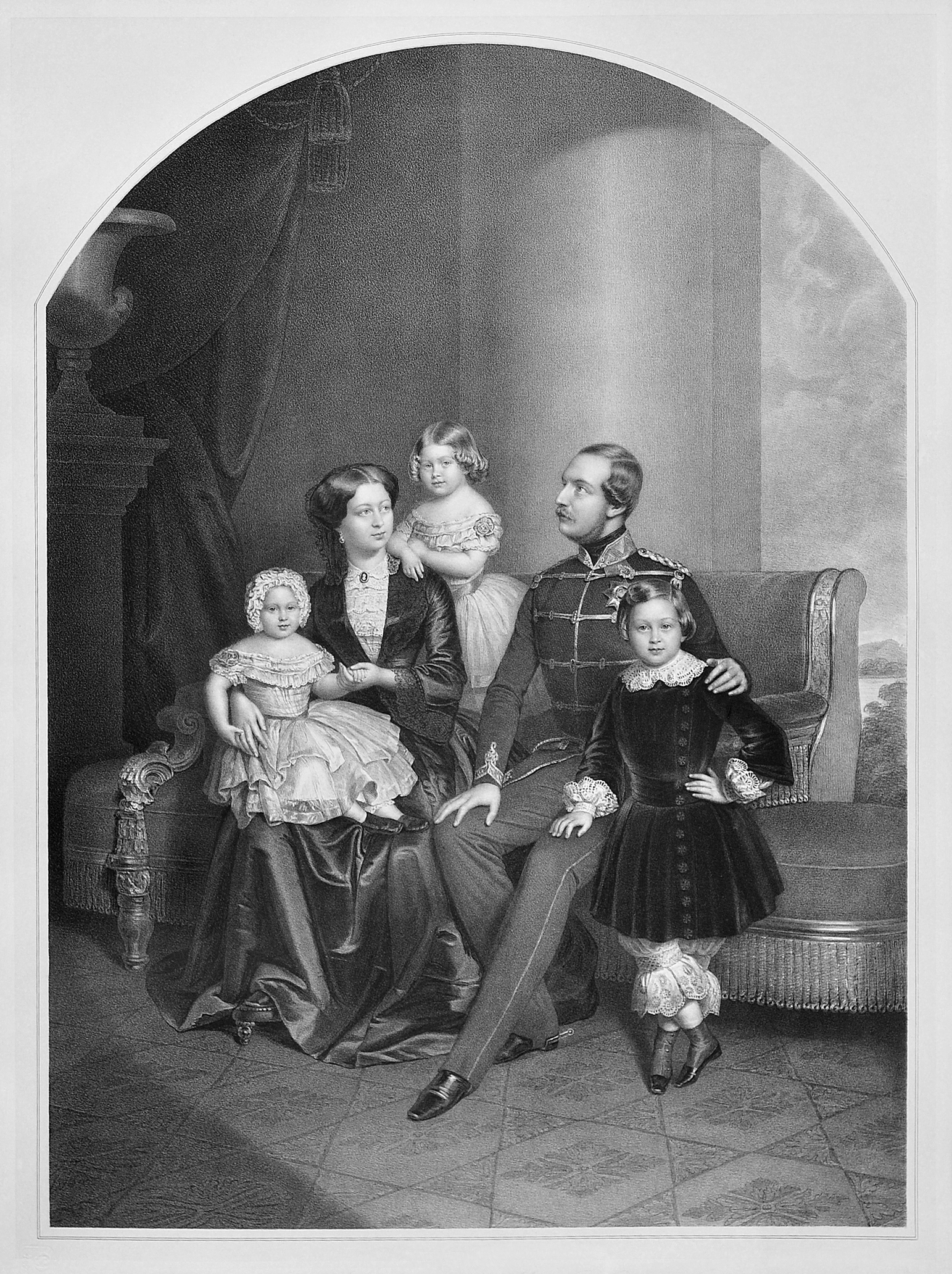
Georg V., König von Hannover, seine Frau Marie von Sachsen-Altenburg und die Kinder Kronprinz Ernst August, Prinzessin Friederike und Prinzessin Mary.

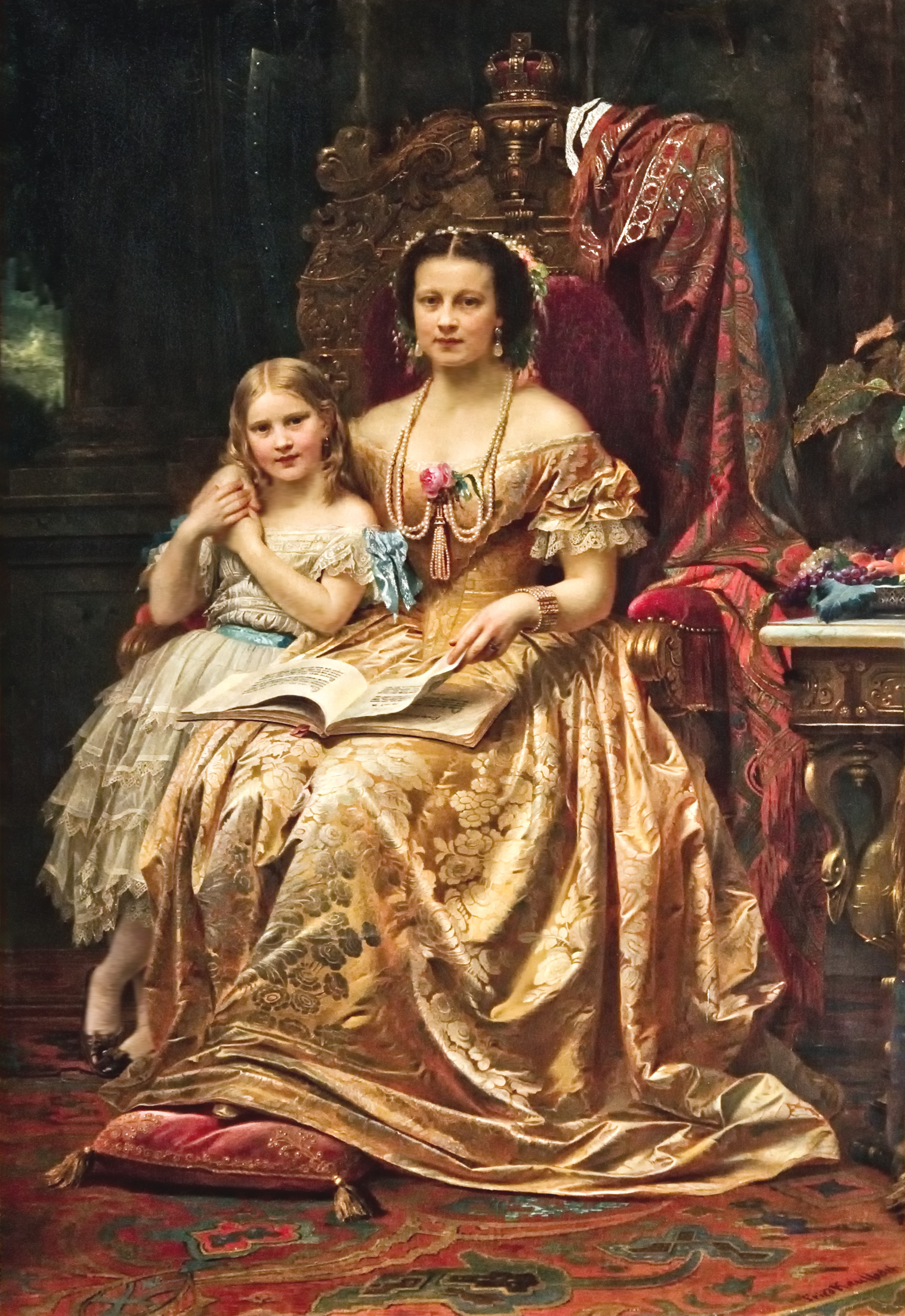
Die Königin Marie und ihre Tochter Mary im Schloss Marienburg.

Königin Marie von Hannover als Witwe

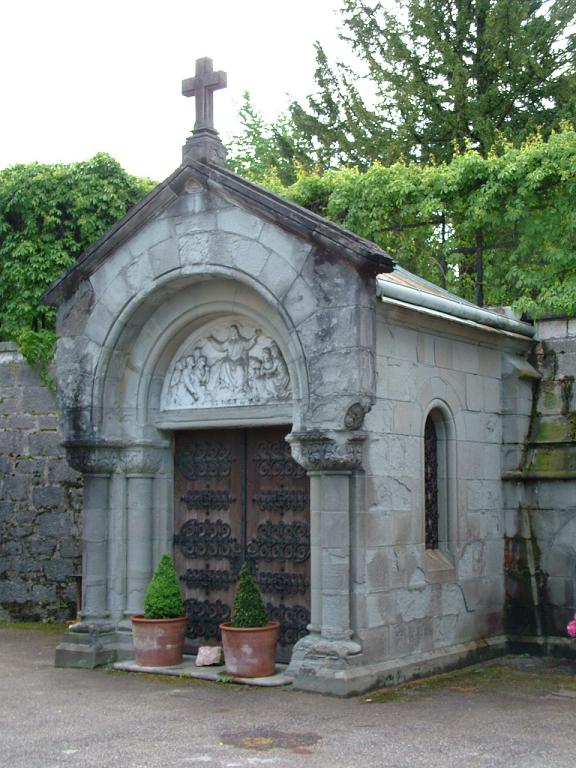
Zugangsbau zum Mausoleum von Schloss Cumberland in Gmunden, in dem auch Königin Marie bestattet ist

Alexandrine Marie Wilhelmine Katharine Charlotte Therese Henriette Luise Pauline Elisabeth Friederike Georgine von Sachsen-Altenburg, VA (* 14. April 1818 in Hildburghausen; † 9. Januar 1907 in Gmunden, Oberösterreich) war eine Prinzessin von Sachsen-Altenburg und durch Heirat die letzte Königin von Hannover.

## Leben

### Herkunft
Marie war die älteste der sechs Töchter des Herzogs Joseph von Sachsen-Altenburg (1789–1868) aus dessen Ehe mit Amalie (1799–1848), Tochter des Herzogs Ludwig von Württemberg. Damit gehörte er dem Haus Sachsen-Hildburghausen an, das 1826 in Haus Sachsen-Altenburg umbenannt wurde. Maries Geburtsort war die Residenz ihrer Vorfahren, bis ihr Großvater Herzog Friedrich von Sachsen-Hildburghausen 1826 Herzog von Sachsen-Altenburg wurde.

### Königin von Hannover
Am 14. Juli 1839 lernte die 21-jährige Marie von Sachsen-Altenburg den blinden Kronprinzen und späteren König Georg V. von Hannover (aus dem Adelsgeschlecht der Welfen) in seiner Sommerresidenz Schloss Monbrillant kennen. Georg war ein Vetter ihres Vaters, demnach ihr Onkel zweiten Grades. Sie heirateten am 18. Februar 1843 in der Schlosskirche Hannover. An die Hochzeit erinnern die drei Kronprinzeneichen am Waterlooplatz in Hannover, die am Tag der Vermählung gepflanzt wurden. Die Kronprinzessin war Anhängerin des Pietismus, womit sie mit ihrem Schwiegervater in Widerspruch geriet. Auch ihr ins Privatleben zurückgezogene Auftreten empfand König Ernst August als zu bürgerlich. Da sie ihre Kinder selbst stillte, wofür einer Adligen gewöhnlich Ammen zustanden, weigerte sich ihr Schwiegervater, mit ihr an einer Tafel zu speisen. Außerdem prangerte er an, dass das Kronprinzenpaar zusammen in einer Kutsche fuhr.
Das junge Ehepaar bezog zunächst den Fürstenhof in der Calenberger Neustadt, 1846 dann das Ernst-August-Palais in der Adolfstraße. In dieser Zeit wurden auch ihr Sohn und ihre beiden Töchter geboren. Das zurückgezogen und bescheiden lebende Paar war in der Bevölkerung äußerst beliebt.
Von 1851 bis 1866 war Marie an der Seite ihres Mannes die letzte Königin auf Hannovers Thron. Im Jahr 1859 legte sie den Grundstein für das ein Jahr später eingeweihte evangelisch-lutherische Diakonissenmutterhaus mit angeschlossenem Krankenhaus in Hannover, das sie in Gedenken an ihre Großmutter Henriette von Nassau-Weilburg Henriettenstiftung nannte und weitestgehend aus ihren privaten Mitteln, aus dem Erbe ihrer Großmutter, finanzierte.
Am 14. April 1857, dem 39sten Geburtstag seiner Frau, schenkte Georg V. seiner Frau einen Berg bei Nordstemmen. Er verfügte, „dass dieser Berg hierfüro den Namen Marienberg führe und dass auf diesem Platze für Ihre Majestät die Königin eine Burg, genannt Marienburg, zum Sommersitz erbaut werde“.

### Exil in Österreich

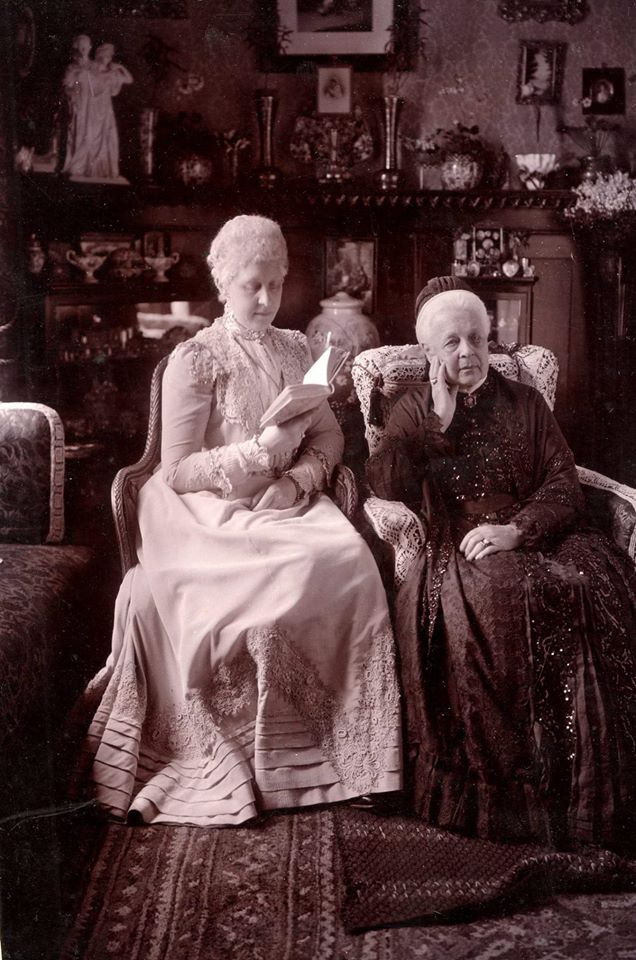
Königin Marie und Prinzessin Mary (im Todesjahr), Postkarte von Carl Jagerspacher, Gmunden 1904, signiert „Marie R. (Regina)“

Nach der Schlacht bei Langensalza 1866 wurde das Königreich Hannover von Bismarck annektiert und zur preußischen Provinz gemacht. 1867 folgte Marie ihrem entthronten Gemahl ins österreichische Exil. Georg hatte 1866 seine Frau und seine Töchter, die er in Herrenhausen zurückgelassen hatte, in seiner letzten Botschaft seinen „treuen Hannoveranern“ anempfohlen. Marie war 1867 von Herrenhausen nach Schloss Marienburg, ihrem Privatbesitz, gezogen, und schließlich, auf Drängen Preußens, nach Österreich abgereist. Der Kreis um die Königin in Marienburg war durch preußenfeindliche Agitation aufgefallen.
Nach dem Tod von Georg V. (1878) wählte Königin Marie die Villa Thun in Gmunden als ihren Witwensitz, seither wird diese Villa Königin von Hannover oder einfach Königinvilla genannt. Die Villa befindet sich immer noch im Privatbesitz des Hauses Hannover. Die an Marie gerichtete Beileidsadresse für Georg aus Hannover war von 43700 Personen unterschrieben worden.
1907 starb Königin Marie in Gmunden, sie wurde im Mausoleum von Schloss Cumberland beigesetzt.

## Rezeption
Nach Marie sind der Marienberg und das Schloss Marienburg in Pattensen bei Hannover benannt, das König Georg V. ihr 1857 zum Geburtstag schenkte und bis 1867 für sie erbauen ließ. Das Schloss sah sie nach ihrer Abreise ins Exil nie wieder.
Sie ist Namenspatronin des Marienhospitals Osnabrück, das sie zur Gründung 1859 und darüber hinaus finanziell unterstützte. Das 1856 gegründete Hüttenwerk Georgs-Marien-Bergwerks- und Hüttenverein südlich von Osnabrück ist nach ihr und ihrem Ehemann benannt. Indirekt waren die beiden damit auch Namensgeber der um das Hüttenwerk entstandenen Stadt Georgsmarienhütte.
In seinem Werk „Was der Tag mir zuträgt“ widmet der Schriftsteller Peter Altenberg der Königin Marie in Gmunden ein Gedicht, welches mit folgenden Zeilen beginnt:
Glückliche Königin, welcher das Schicksal Vieles nahm,
um ihr Alles zu geben, Lebensfrieden und Rast!

## Nachkommen
Aus der Ehe mit König Georg V. gingen drei Kinder hervor:
- Ernst August (1845–1923), Kronprinz von Hannover und 3. Herzog von Cumberland

⚭ 1878 Prinzessin Thyra von Dänemark (1853–1933)
- Friederike (1848–1926)

⚭ 1880 Freiherr Alfons von Pawel-Rammingen (1843–1932)
- Marie (1849–1904)

## Veröffentlichungen
- G. M. Willis (Hrsg.):  Hannovers Schicksalsjahr 1866 im Briefwechsel König Georgs V. mit der Königin Marie. Lax, Hildesheim 1966.